# Somabrachys aegrota
Somabrachys aegrota is een vlinder uit de familie Somabrachyidae. De wetenschappelijke naam is voor het eerst geldig gepubliceerd in 1830 door Klug.
De soort komt voor in Noord-Afrika, Spanje en Sicilië.